# Neodiaptomus lymphatus
Neodiaptomus lymphatus é uma espécie de crustáceo da família Diaptomidae.
É endémica da Indonésia.